# Vyšší Brod
Vyšší Brodⓘ (łac. Altovadum, niem. Hohenfurth) – miasto w Czechach, w kraju południowoczeskim. Usytuowane jest nad rzeką Wełtawą, w paśmie górskim Szumawa, kilka kilometrów na północ od czesko-austriackiego przejścia granicznego.
Według danych z 31 grudnia 2003 powierzchnia miasta wynosiła 6976 ha, a liczba jego mieszkańców 2628 osób. Miasto usytuowane jest 693 m n.p.m. i jego gęstość zaludnienia wynosi 37 mieszkańców/km².

## Historia
Osada została założona w XII wieku, w miejscu gdzie średniowieczny szlak kupiecki przecinał rzekę Wełtawę, stąd nazwa brod (bród). 1 czerwca 1259 roku Wok z Rożemberka założył klasztor cystersów i przekazał mu we władanie istniejąca wieś. W 1422 miał miejsce atak husytów na miejscowość, który uszkodził także zabudowania klasztoru. W 1870 zgodnie z dekretem cesarza Franciszka Józefa Vyšší Brod uzyskał prawa miejskie, które utracił w połowie XX wieku, a następnie odzyskał 1 lipca 1994. 

## Turystyka

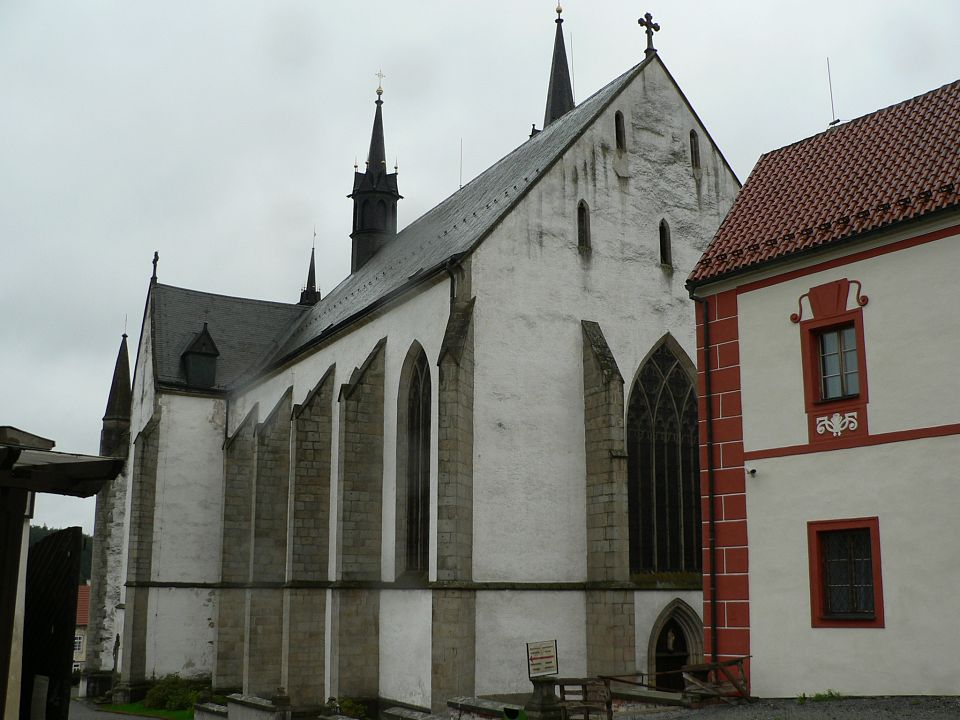
Klasztor

Największą atrakcją turystyczną okolicy jest klasztor cystersów, założony w 1259 roku. W połowie XIV wieku Petr I z Rožemberka zamówił dla klasztoru jedno z najważniejszych dzieł czeskiego malarstwa średniowiecznego, które wykonał anonimowy artysta, znany w literaturze fachowej jako Mistrz Ołtarza z Vyššiego Brodu. W 1317 roku została tutaj pochowana królowa Wiola Elżbieta Cieszyńska, małżonka Wacława III - króla Czech i Polski.
Nieopodal znajduje się Zbiornik Lipnowski, duży zbiornik wodny z zaporą w Lipnie nad Vltavou.

## Osoby związane z miastem
- Wok z Rożemberka – magnat czeski
- Zawisz z Falkensteinu – magnat czeski
- Wiola Elżbieta cieszyńska – królowa Czech i Polski
- Piotr I. z Rużomberka – magnat czeski
- Piotr Vok z Rużomberka – magnat czeski
- Franciszek Izydor Proschko – pisarz
- Oskar Emil Batěk – dyrygent i kompozytor
- Matěj Sonnberger – rzeźbiarz

## Demografia
| Rok             | 1970  | 1980  | 1991  | 2001  | 2003  |
| --------------- | ----- | ----- | ----- | ----- | ----- |
| Liczba ludności | 2 356 | 2 595 | 2 606 | 2 561 | 2 628 |

Źródło: Czeski Urząd Statystyczny